# Philosophia Botanica

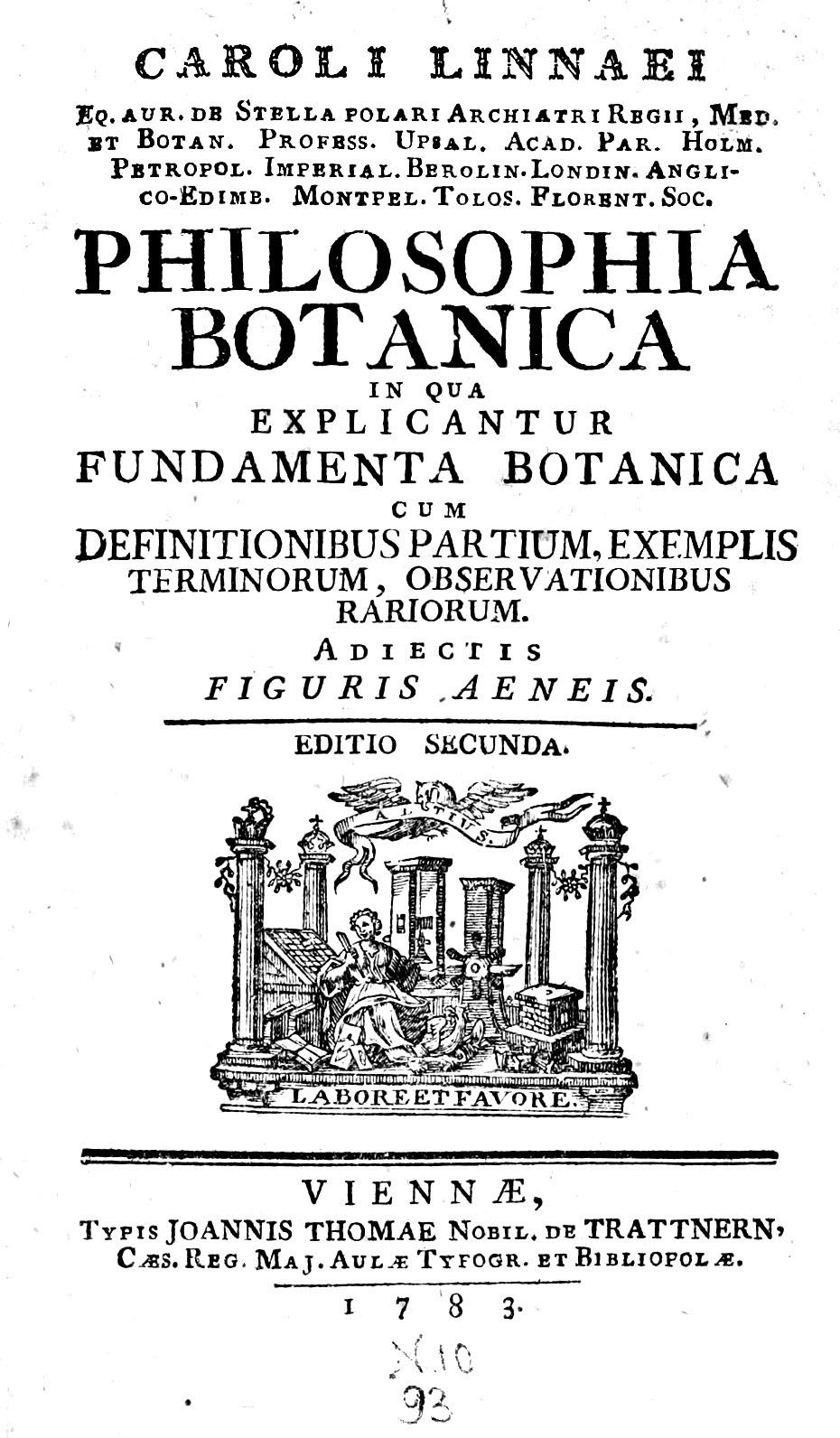
Capa da edição de 1783 de Philosophia Botanica

Philosophia Botanica é uma obra publicada pelo naturalista sueco Carolus Linnaeus (1707–1778), que teve uma grande influência no desenvolvimento da taxonomia e sistemática botânica, nos séculos XVIII e XIX. Contem a primeira descrição publicada da nomenclatura binomial proposta pelo autor.
Philosophia Botanica representa a maturação do pensamento de Lineu acerca de botânica e das respectivas fundações teóricas, sendo uma elaboração das ideias primeiramente publicadas na sua obra Fundamenta Botanica (1736) e Critica Botanica (1737). A obra estabelece uma terminologia botânica básica.